# Offenes Schiff

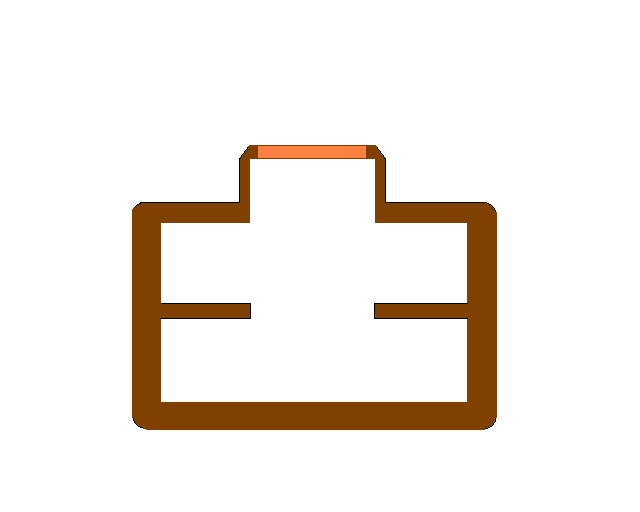
Schematischer Querschnitt durch ein Schiff mit Zwischendeck

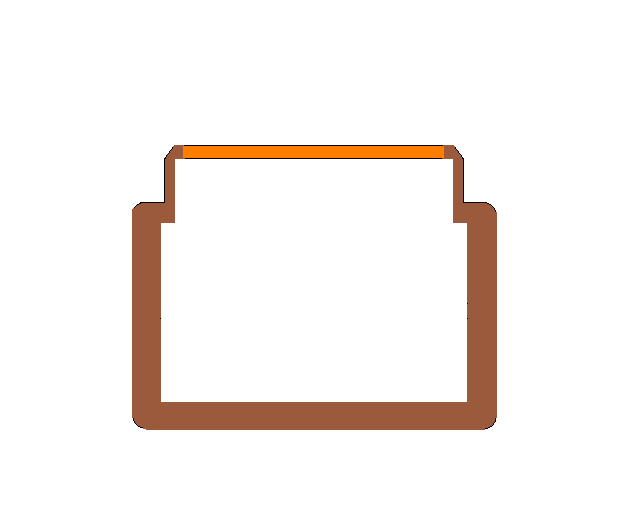
Schematischer Querschnitt durch ein offenes Schiff

Der Begriff offenes Schiff bezeichnet einen Schiffstyp mit hohem Decksöffnungsgrad.

## Geschichte
Seit den 1930er Jahren wurde daran gearbeitet, das Maß der Lukenöffnungen von Frachtschiffen im Verhältnis zur gesamten Decksfläche zu vergrößern, um durch den daraus resultierenden verkleinerten Unterstau einen schnelleren und insbesondere bei sperrigen Ladungsgütern einfacheren Ladungsumschlag zu ermöglichen. Die schiffbauliche Herausforderung lag hierbei darin, die auftretenden Torsionskräfte im Schiffskörper zu beherrschen, ohne die Stahlkonstruktion in diesem Bereich zu schwer, bzw. aufwändig werden zu lassen.
Beginnend mit den ersten Containerschiffsumbauten, wie der Gateway City oder der Fairland in den 1950er Jahren oder den ersten als solche geplanten und gebauten offenen Stückgutfrachtschiffen der Del-Rio-Klasse (ab 1960), der Poltava-Klasse (ab 1962), den offenen Mehrzweck-Schüttgutfrachtern Besseggen und Rondeggen (1962/63) oder dem Containerschiff Kooringa entstanden mehr und mehr Bauarten offener Schiffe. Das zugrundeliegende Konstruktionsprinzip setzte sich schließlich in den Mehrzweckfrachtern, Holzfrachtern und Semicontainerschiffen weitestgehend durch. Beim Containerschiff ging man schnell dazu über, den Decksöffnungsgrad soweit auszubauen, dass die Innenseite der Lukenkumming ohne Abstufung in die Laderaumseiten überging. Dies ist heute, abgesehen von Spezialschiffen, insbesondere solchen mit Zwischendecks, oder Massengutschiffen als Standard für einen großen Teil der Trockenfrachtschiffe anzusehen.